# Chiesa di Santa Lucia (Manerba del Garda)
La chiesa di Santa Lucia  è un edificio di culto cattolico situato a Balbiana, frazione di Manerba del Garda, in provincia di Brescia e diocesi di Verona.

## Storia
La presenza di affreschi quattrocenteschi all'interno della chiesa fa pensare ad un'origine della chiesa nel XV secolo.
La prima attestazione scritta deriva dalla visita pastorale del vescovo di Verona Ermolao Barbaro (1453-1471) nel 1454.

## Architettura
La chiesa presenta un'aula rettangolare con copertura a capanna e travature lignee a vista e presbiterio ottagonale, la facciata è a capanna e la torre campanaria è appoggiata al lato sinistro del presbiterio. L'ingresso sulla facciata principale rivolta ad occidente è ad arco è sovrastato da un'ampia finestra rettangolare. Il presbiterio è ricoperto da una volta ad ombrello a cinque vele. Dal presbiterio si accede alla piccola sagrestia a destra chiusa da una volta a botte..

## Dipinti e opere conservate
Sulla parete sinistra si osserva una acquasantiera in marmo veronese verosimilmente del XV-XVI secolo. Sullo stesso lato si osserva un affresco rappresentante la Madonna sul trono con il Bambino e San Cristoforo. Sempre a sinistra un altro affresco con la Madonna sul trono e Gesù Bambino in piedi. Sul trono della Madonna è ben visibile la data 1448. Ancora sul lato sinistro un affresco di una Crocifissione. 
Sul lato destro della chiesa si osservano tre affreschi di Madonne in trono di stile molto diverso, un affresco è datato 1489.
Gli affreschi furono restaurati negli anni ottanta del XX secolo. L'alto numero delle Madonne affrescate fa pensare che la chiesa avesse avuto anche un ruolo come meta di ex voto.

### Presbiterio
Sull'arco absidale affresco dell'Annunciazione.
L'altare di legno policromo è del 1800. Sul fondo del abside si osserva un affresco della Crocifissione.

Interno della chiesa.
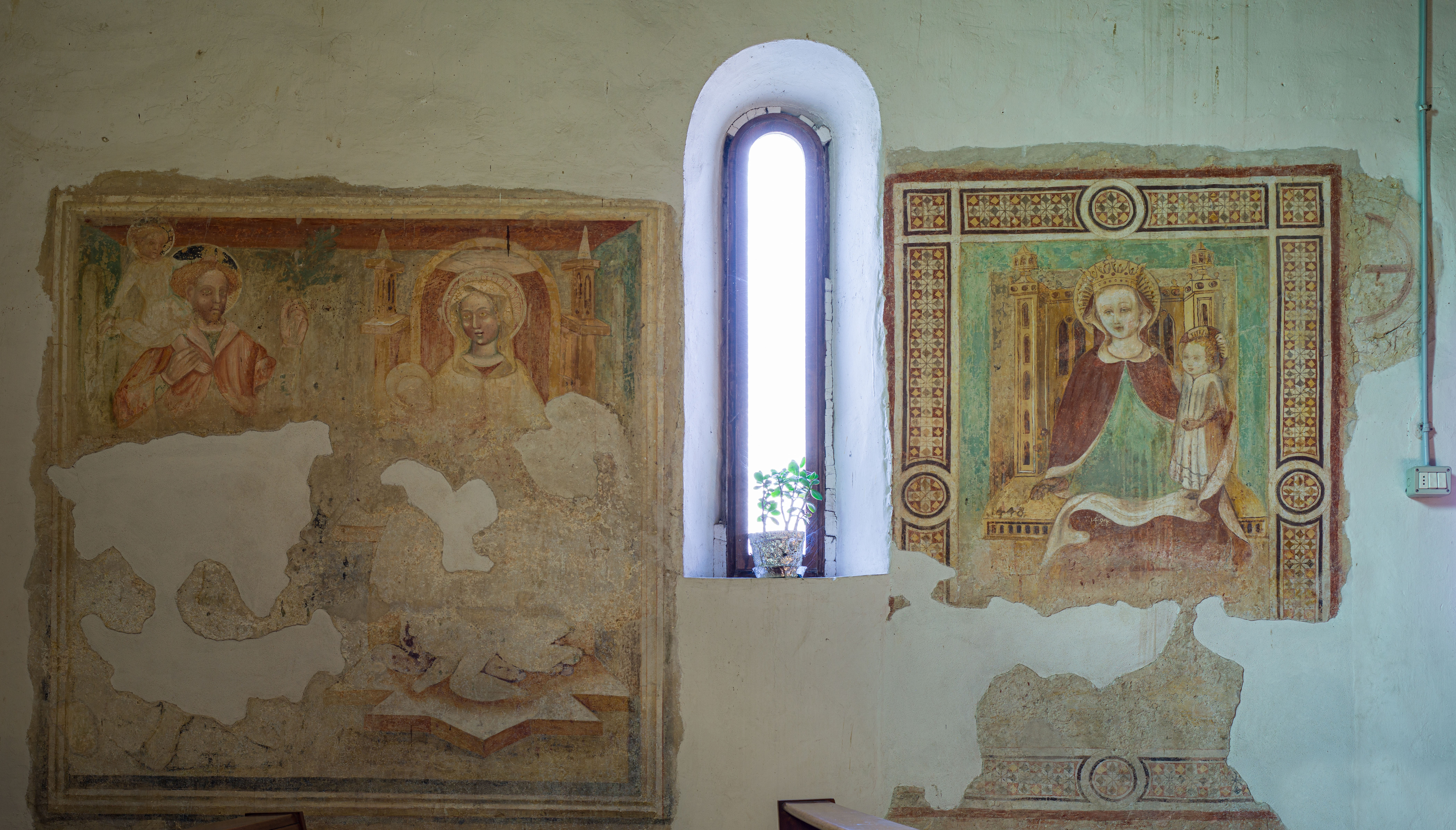
Affreschi del lato sinistro.
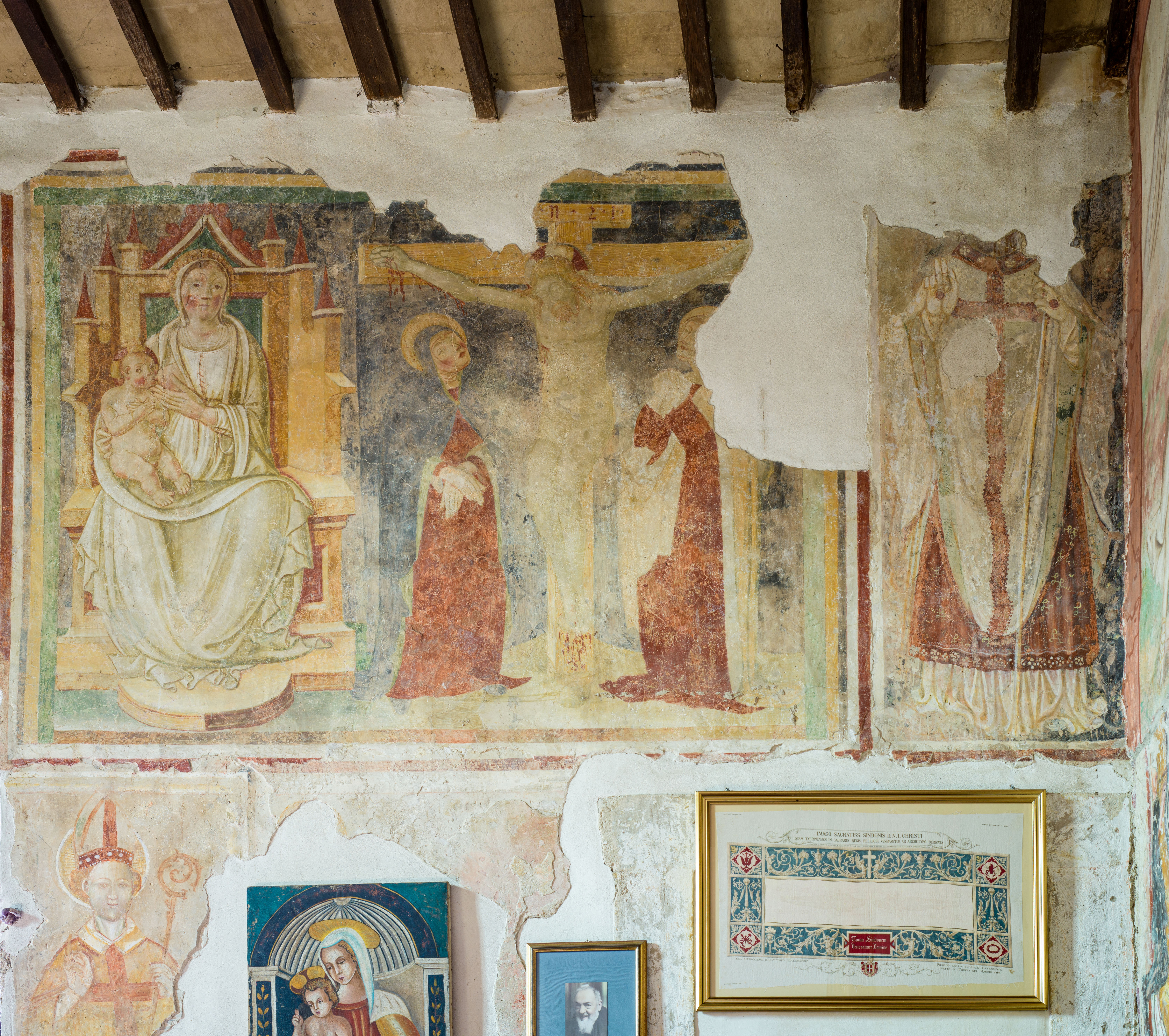
Affreschi del lato sinistro anteriormente.
Affreschi del lato destro.